# Заворотний Микола Кирилович
Микола Кирилович Заворотний (нар. 7 грудня 1912, с. Мохнатин, Чернігівський повіт, Чернігівська губернія, Російська імперія — пом. 5 грудня 1987, Черкаси, УРСР) — радянський футболіст та тренер, виступав на позиції нападника. Заслужений тренер УРСР з футболу.

## Кар'єра гравця
Розпочинав грати в футбол в Києві у 1927 році за команди «Водник» та «Залдор», які на той час вважалися найкращими як у місті, так і в Україні й були основою для збірної Києва в чемпіонатах України й СРСР.
У довоєнний час грав за команди Харкова, Волгограда, Мінська, Іваново.

## Кар'єра тренера
У повоєнний час був одночасно гравцем і тренером херсонського «Спартака», тренером кіровоградського «Торпедо» (з яким у 1953 році виграв кубок УРСР), рівненського «Авангарду», другим тренером вінницького «Локомотива» (1959). У 1960 році був призначений старшим тренером «Колгоспника» - черкаської команди майстрів класу «Б». Він прийшов на зміну Абраму Лерману, який був запрошений цього ж року управляти щойно створеним київським «Арсеналом».
Згодом Миколи Заворотного запрошували і в інші українські команди майстрів - «Гірник», «Авангард» (Жовті Води), «Прометей». Декілька разів він повертався й знову очолював черкаську команду. Так, у сезонах 1969-1971 років, а в сезоні 1973 році асистував заслуженому майстру спорту колишньому відомому лівому крайньому нападнику київського «Динамо» Віталію Хмельницькому. Тоді черкаський «Граніт» виграв фінальний турнір за участю 6 найкращих команд колективів фізичної культури України та знову завоював право представляти Черкаси серед команд-майстрів II ліги.
Звання Заслужений тренер УРСР отримав за успішний виступ команди «Авангард» (Жовті Води), яка стала чемпіоном України серед команд майстрів класу «Б» і завоювала право виступати в класі «А» всесоюзного чемпіонату (II група) в 1966 році.
Вважався сильним тренером-психологом, з посередніх гравців виховував сильних особистостей, які мали попит у багатьох командах і надалі, пройшовши його тренерську школу, самі ставали тренерами. Таких гравців було багато, серед них Євген Кучеревський, видатний тренер дніпропетровського «Дніпра», який свого часу грав у команді «Авангард» (Жовті Води) під керівництвом Миколи Заворотного.

## Турнір Заворотного
Турнір його пам'яті проводиться з 1987 року, який організувала Черкаська обласна федерація футболу. У цьому турнірі, беруть участь найкращі футбольні колективи області, а також запрошуються команди з інших областей України, Росії.